# Sofía Lama
Sofía Lama (Puebla, Mexikó 1987. június 9. –) mexikói színésznő.

## Élete és pályafutása
Sofía Lama 1987. június 9-én született Pueblában. Görög és spanyol származású, de mexikóinak vallja magát.
Karrierjét a Disney Channelnél kezdte. 2003-ban a TV Aztecánál forgatta első telenovelláját. 2007-ben a Telemundo csatornához szerződött. 2010-ben változtatta meg művésznevét Sofía Stamatiadesről Sofía Lamára. 2011. novemberben bejelentette, hogy Julián Gil a barátja, akit az Eva Luna forgatásakor ismert meg.

## Filmográfia

### Telenovellák
| Év        | Eredeti Cím                        | Cím                                     | Szerep                              | Magyar Hang        |
| --------- | ---------------------------------- | --------------------------------------- | ----------------------------------- | ------------------ |
| 2003      | Dos chicos de cuidado en la ciudad |                                         | Ana                                 | –                  |
| 2003      | Angel Rebelde                      | Luisa Valderrama Covarrubias            |                                     |                    |
| 2004      | La vida es una canción             |                                         | Marisol                             | –                  |
| 2004      | Soñarás                            |                                         | La Huesitos                         | –                  |
| 2007      | Pecados ajenos                     | Bűnös szerelem                          | Gloria Mercenario                   | Molnár Ilona       |
| 2008-2009 | Sin senos no hay paraíso           | Csajok, szilikon, ez lesz a Paradicsom! | Julieta Riva Palacio                | Lamboni Anna       |
| 2009      | Más sabe el Diablo                 | Ördögi kör                              | Esperanza Salvador (fiatal)         | Lamboni Anna       |
| 2010-2011 | Eva Luna                           | Eva Luna                                | Alicia González Aldana              | Bogdányi Titanilla |
| 2011      | La casa de al lado                 | Zárt ajtók mögött                       | Hilda González                      | Kelemen Kata       |
| 2012      | Rosa Diamante                      |                                         | Andrea Fernández / Andrea Sotomayor | –                  |
| 2013      | Dama y obrero                      |                                         | Mireya Gómez                        | –                  |
| 2015      | Dueños del Paraíso                 |                                         | Silvana Cardona                     | –                  |
| 2016      | Eva, La Trailera                   |                                         | Betty Cárdenas                      | –                  |

### Tévésorozatok, webnovellák
| Év   | Eredeti Cím         | Cím | Szerep                          |
| ---- | ------------------- | --- | ------------------------------- |
| 2008 | Decisiones extremas |     | Verónica, Nora, Julieta/Claudia |
| 2009 | Vidas cruzadas      |     | Lucy                            |
| 2012 | Mia Mundo           |     | Stefanie Montero                |

### Színház
| Év   | Eredeti Cím       | Cím | Szerep   |
| ---- | ----------------- | --- | -------- |
| 2007 | Vaselina (Grease) |     | Frenchie |
| 2010 | Las Arpías        |     | Gina     |
| 2011 | Monologando       |     |          |

## Fordítás
Ez a szócikk részben vagy egészben  a   Sofía Stamatiades című angol Wikipédia-szócikk fordításán alapul.  Az eredeti cikk szerkesztőit annak laptörténete sorolja fel. Ez a jelzés csupán a megfogalmazás eredetét és a szerzői jogokat jelzi, nem szolgál a cikkben szereplő információk forrásmegjelöléseként.